# Justizanstalt Feldkirch

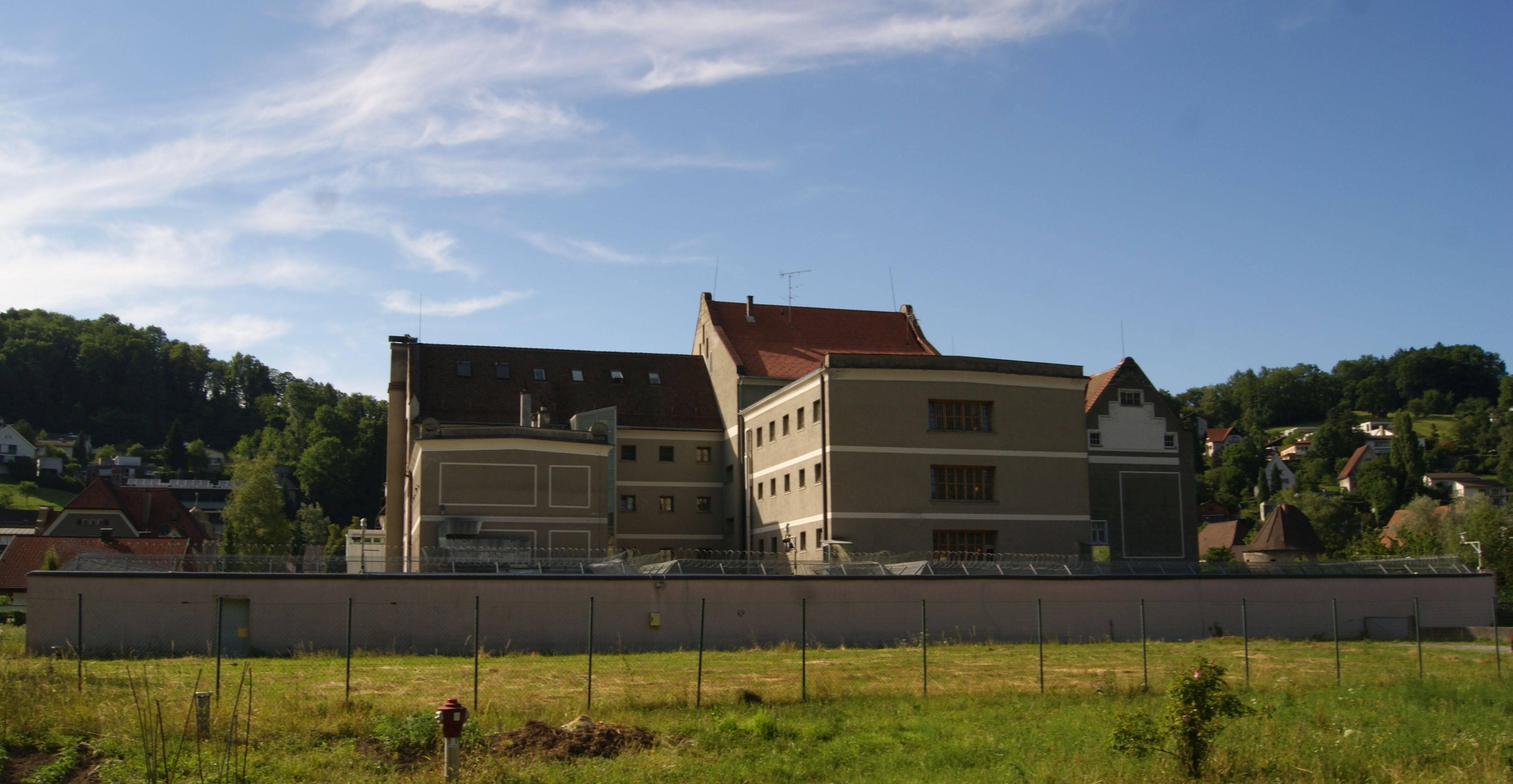
Blick von außen auf Gefängnishof und den östlichen Trakt

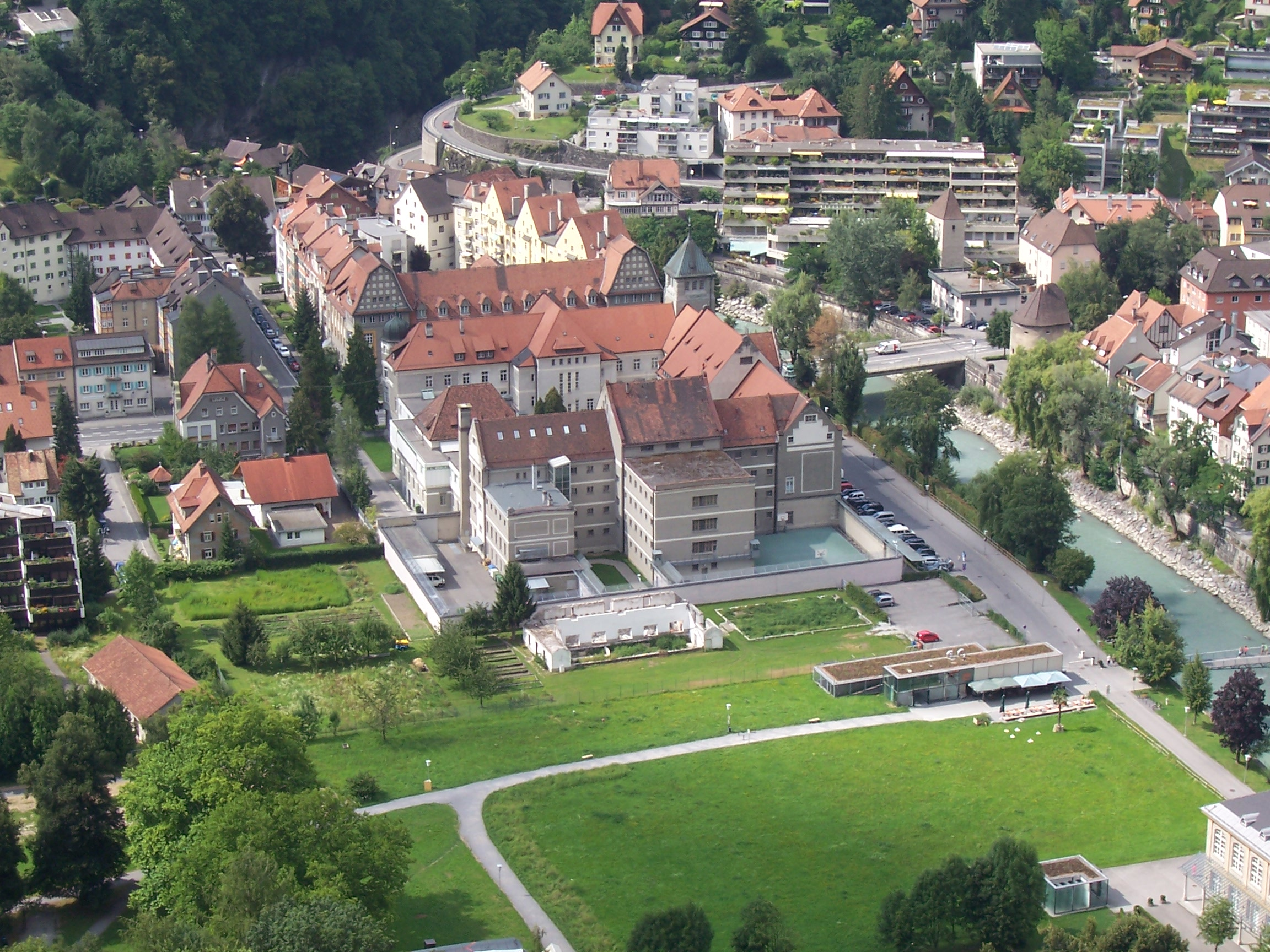
Die Justizanstalt Feldkirch von Osten gesehen

Die Justizanstalt Feldkirch ist ein Landesgerichtliches Gefangenenhaus in Feldkirch im österreichischen Bundesland Vorarlberg. Das Gefängnis ist derzeit die einzige Strafvollzugseinrichtung im Bundesland und verfügt über eine Kapazität von 121 Haftplätzen. Das Gebäude befindet sich in baulicher Verbindung mit dem Landesgericht Feldkirch in der Feldkircher Fraktion Tisis am linken Ufer der Ill.

## Konzeption
In der Justizanstalt Feldkirch werden Personen zum Straf- und Maßnahmenvollzug mit einer Gesamtlänge von bis zu 18 Monaten Freiheitsstrafe sowie Untersuchungshäftlinge untergebracht. Im November 2015 war in der Justizanstalt Feldkirch zudem eine Person im Entlassungsvollzug untergebracht, die eine ursprüngliche Strafdauer von mehr als zehn Jahren zu verbüßen hatte. Zum selben Stichtag befanden sich auch 18 Häftlinge der Justizanstalt Feldkirch im „überwachten Hausarrest“, durften also mit einer elektronischen Fußfessel ihre Haft zuhause abbüßen. Bis zum Jahr 2022 bestand beim Bezirksgericht Dornbirn eine Außenstelle der Justizanstalt Feldkirch, in der die Freigänger der Justizanstalt, also jene Personen, die untertags das Gefängnis verlassen dürfen, um extern einer geregelten Arbeit nachzugehen, untergebracht waren.
Es gibt eine eigene Abteilung für weibliche Strafgefangene, auch jugendliche Straftäter mit einer Strafdauer von bis zu sechs Monaten können untergebracht werden. Die Justizanstalt verfügt über Räumlichkeiten im Hauptgebäude des Landesgerichts und einen Anbau in Feldkirch. Dennoch war die Justizanstalt mit einer Auslastung von 130 % im August 2007 das am stärksten ausgelastete Gefängnis Österreichs. Infolge des Haftentlastungsprogramms im Jahr 2008 konnte die Auslastung der Anstalt aber wieder auf unter 100 % gesenkt werden.
Gefangene in der Justizanstalt Feldkirch sind zu etwa 98 Prozent in Einzel- oder Zwei-Personen-Zellen untergebracht. Sie üben untertags Arbeiten in der hauseigenen Küche, der Wäscherei, der Tischlerei oder der Hauswerkstätte aus beziehungsweise sind als Heimarbeiter externer Unternehmen oder als Freigänger beschäftigt.

## Geschichte
Bis ins Jahr 1947 wurden im Spazierhof der Justizanstalt Feldkirch auch nicht-öffentliche Hinrichtungen mit dem Strang durchgeführt. Dies war notwendig geworden, nachdem die öffentlichen Hinrichtungen zuvor zu regelrechten Volksfesten aufgeputscht worden und für die Justiz nur schwer unter Kontrolle zu halten waren. Als letzter Todeskandidat wurde im Jahr 1947 noch ein Doppelmörder aus Altach in Feldkirch gehängt, danach wurden in Vorarlberg keine Todesurteile mehr vollstreckt. Die Todesstrafe wurde in Österreich im Jahr 1968 schließlich komplett abgeschafft.

### Erweiterungsbau
Eine zusätzliche Erweiterung des Gebäudekomplexes in Feldkirch wurde ursprünglich bereits ab 2005 geplant und damals von der Bundesimmobiliengesellschaft mit 12 Millionen Euro veranschlagt. Damit sollte die bisherige Kapazität von 160 Häftlingen erheblich ausgeweitet werden. 57 Haftplätze speziell für Untersuchungshäftlinge, Abteilungen für Freigänger sowie Suchtgiftkranke waren ebenso eingeplant wie eine Turnhalle.
Baubeginn sollte laut den Vorarlberger Nachrichten im Herbst 2008 sein, die auch besagte, dass die ersten Hafträume im Neubautrakt im Herbst 2010 bezogen werden sollten. Nach einer Anfrage durch die vom Vorarlberger Landtag entsandten Bundesräte beim Bundesministerium für Justiz im April 2008 gab dieses an, dass sich der Baubeginn aufgrund von Finanzierungsschwierigkeiten erheblich verzögern werde. 2019 wurde bekannt gegeben, dass die kompletten Neubaupläne nicht mehr weiterverfolgt würden und stattdessen im Laufe des Jahres eine Erweiterung durch eine Kombination aus Neubau und Ausbau geplant werde. 
Unterdessen wurden die mangelhaften Umstände der räumlichen Ausstattung der bisherigen Justizanstalt sowohl für Insassen als auch für Justizwachebedienstete erneut thematisiert. In einem Interview mit der damaligen Justizministerin Alma Zadić im Jahr 2024 erklärte diese gegenüber den Vorarlberger Nachrichten, ein Ausbau der Justizanstalt Feldkirch stehe für das Justizministerium „auf der Prioritätenliste ganz oben“ und stellte einen solchen für die folgende Legislaturperiode in Aussicht.